# Milya Corbeil Gauvreau
Milya Corbeil Gauvreau est une actrice québécoise née à Montréal le 18 octobre 2002.

## Biographie
Née à Montréal le 18 octobre 2002, Milya Corbeil Gauvreau débute ses cours à l'École nationale de cirque de Montréal en 2012. La même année, elle participe à un spectacle de danse dans le cadre du Cirque du Soleil au Kazakhstan. En 2010, elle obtient un rôle dans le court-métrage Alexis le Trotteur de Francis Leclerc. Elle remporte le prix de la meilleure actrice au Festival du film de Molise en 2013 pour son rôle de Fanny dans le court-métrage La Coupe.
En 2016, elle est en nomination au Gala du cinéma québécois pour son rôle dans Les Démons de Philippe Lesage. En 2018, elle fait un premier vidéoclip avec le groupe Karkwa. La même année, elle obtient le rôle principal dans Les Rois mongols de Luc Picard. Durant le tournage, elle avait fait la connaissance de Henri Picard, le fils de Luc, avec qui elle jouait. Les deux ont été en couple,. 
Toujours en 2018, elle obtient des rôles dans les télé-séries L'Échappée et District 31. En 2019, elle joue également dans la télé-série Le 422. Elle reçoit le prix de la meilleure actrice au Festival international du film pour les enfants et la jeunesse de Zlín. Elle remporte aussi le prix Valois de la meilleure actrice au Festival du film francophone d'Angoulême.

## Filmographie

### Cinéma
- 2010 : Alexis le Trotteur
- 2013 : La Coupe : Fanny
- 2014 : Démon : Sophie
- 2015 : Nelly : Nelly (Isabelle Fortier) à 12 ans
- 2016 : Les Rois mongols : Manon
- 2017 : Speak Love : Liliane
- 2018 : Teen Fever
- 2020 : Sam : Océane
- 2025 : Fanny : Fanny Cloutier

### Télévision
- 2018 : District 31 : Létitia
- 2018 : L'Échappée : Rosalie Chaput
- 2018 : Plan B : Gaby
- 2019 : Le 422 : Olivara
- 2019 : Avec moi : Rosie
- 2019 : Faits divers : Marion[7]
- 2020 : Toute la vie : Viviane [8]
- 2020 : La Vie compliquée de Léa Olivier : Marianne Lacoste
- 2022 : Les Bracelets rouges : Lou Naylord Sirois
- 2023 : Détective Surprenant : La fille au yeux de pierre : Rosalie Richard[9]
- 2024 : Liam : Rafaële Perron

## Distinctions

### Récompenses
- 2013 : Festival du film de Molise : prix de la meilleure actrice pour son rôle de Fanny dans le court métrage La Coupe[10]
- 2017 : prix Geneviève Bujold du meilleur espoir féminin dans le cadre des Espoirs du cinéma[11]
- 2018 : Festival international du film pour les enfants et la jeunesse de Zlín : prix Milos Macourek pour la meilleure performance dans un film jeunesse pour son rôle de Manon dans Les Rois mongols[10]
- 2018 : Festival du film francophone d'Angoulême : prix Valois de la meilleure actrice pour son rôle de Manon dans le long métrage Les Rois mongols[2]
- 2018 : Festival SIFFCY (en) de New Delhi : prix de la meilleure actrice pour son rôle de Manon dans le long métrage Les Rois mongols[12]